# Epiplema argillodes
Epiplema argillodes är en fjärilsart som beskrevs av Turner 1903. Epiplema argillodes ingår i släktet Epiplema och familjen Uraniidae. Inga underarter finns listade i Catalogue of Life.